# Visa di
Visa di är ett musikalbum med Stein Ove Berg, utgivet som LP och kassett 1975 av skivbolaget EMI. En remastrad utgåva av albumet utgavs 2011.

## Låtlista
Sida 1
1. "Visa di" – 3:22
2. "Godtrall på høykant" – 2:02
3. "Litt om kjærlighet" – 1:47
4. "Vise om ei ny tid" – 2:30
5. "Amanda Blaine" (Trad./arr. Stein Ove Berg) – 4:26
6. "Blues i grått" – 3:58

Sida 2
1. "Hva med kona til Andersen på Skarnes" – 3:01
2. "Do & do" – 2:38
3. "Andersen In Memoriam" – 2:33
4. "Morgen i vår by" ("Morning Morgantown" av Joni Mitchell, norsk text: Stein Ove Berg) – 3:56
5. "Møte" – 1:45
6. "Slides fra syden" – 2:58
7. "Avisene bringer bilder" (Svein Ole Rundgren/Hans Børli) – 1:24

- Alla låtar skrivna av Stein Ove Berg där inget annat anges.

## Medverkande
Musiker
- Stein Ove Berg – sång, gitarr
- Sigmund Groven – munspel
- Bjarne Nerem – tenorsaxofon
- Arne Monn-Iversen – violin
- Rolf Syversen – dragspel
- Erik Botolfsen – piano, arrangement
- Claes Neeb – gitarr
- Morten Bing – banjo
- Bjørn Jacobsen – kontrabas
- Gunnar Aas – percussion

Produktion
- Erik Botolfsen – musikproducent
- Ingar Helgesen – ljudtekniker
- Terje Engh – foto, omslagsdesign